# キュリア・レジス
キュリア・レジス（ク（ー）リア・レ（ー）ギス）または王会（Curia Regis）は、ノルマン朝およびプランタジネット朝のイングランド国王の諮問機関であった会議体で、これが発展して後に議会 (Parliament) となった。
1066年のノルマン・コンクエストにより、ウィリアム1世はイングランドにノルマンディ風の封建制を敷いたが、同時にアングロサクソン諸侯会議 (Witenagemot) に代わるものとして、直接受封者 (Tenants in Chief) を招集したキュリア・レジスを置き、政策の諮問や裁判を行った。直接受封者に取ってキュリア・レジスへの参加は、政策に参加できる権利でもあり、臣下としての封建義務でもあった。
1215年にジョン王は諸侯の反乱によりマグナ・カルタを承認させられたが、この中には王の諮問会議 (Council) として、新税を制定するには会議の同意が必要なこと、会議には有力な直接受封者（諸侯と高位聖職者）は文書により直接招集され、弱小の者は州長官（シェリフ）を通して招集されると定められた。
ヘンリー3世の治世中に、会議は少しずつ発言力を増し、議会へと変わっていった。シモン・ド・モンフォールの反乱が一旦成功した後、彼が招集した1265年の議会（シモン・ド・モンフォールの議会）では、各州から2名の騎士と各特権都市から2名の市民（ブルジョワ）が選ばれて招集された。騎士はこれまで招集されたことがあったが、市民が招集されるのは初めてであった。
エドワード1世は、この方式を採用して1295年に議会を開いたが、これは「模範議会」と呼ばれ、後の議会のモデルとなった。エドワード3世の頃に貴族と平民（騎士と市民）は、別々の場所で会議を開くようになり、後に貴族院と庶民院に分かれ、現代のイギリス議会へ引き継がれることになる。